# Sensuous Chill
Sensuous Chill é o décimo oitavo álbum de estúdio do músico instrumental contemporâneo grego Yanni, lançado em 29 de janeiro de 2016. Em 18 de dezembro de 2015, o single "Desert Soul" foi lançado.
Yanni explicou à NPR que o álbum, que levou cinco anos para ser criado, tem faixas cuja seleção e ordenamento foram montados para serem "consistentes" em vez de "exigentes" ao ouvinte. Em oposição a um mercado que é guiado por singles, Sensuous Chill foi criado para ser ouvido por inteiro e em modo repetição.

## Faixas
| N.º | Título                 | Duração |  |
| 1.  | "Thirst for Life"      | 3:46    |  |
| 2.  | "Rapture"              | 3:34    |  |
| 3.  | "Drive"                | 3:55    |  |
| 4.  | "What You Get"         | 4:34    |  |
| 5.  | "Desert Soul"          | 3:35    |  |
| 6.  | "1001"                 | 3:53    |  |
| 7.  | "The Keeper"           | 3:28    |  |
| 8.  | "Whispers in the Dark" | 3:51    |  |
| 9.  | "Seeing You Around"    | 3:38    |  |
| 10. | "Orchid"               | 4:13    |  |
| 11. | "Our Days"             | 4:26    |  |
| 12. | "A Little Too Late"    | 3:54    |  |
| 13. | "Dance for Me"         | 4:33    |  |
| 14. | "Retreat to Dream"     | 3:33    |  |
| 15. | "Test of Time"         | 3:55    |  |
| 16. | "Can't Wait"           | 4:06    |  |
| 17. | "I'm So"               | 4:37    |  |

## Recepção
Stephen Erlewine, do AllMusic, escreveu que Sensuous Chill não era nem apressado nem preguiçoso. Ele achou que os 70 minutos do álbum eram um pouco longos, mas que Yanni não deixava as 17 faixas "boiando". Stephen apontou a variedade do álbum, incluindo "superfícies plácidas", um leve gosto de Oriente Médio, batidas R&B, e "vocais soul espectrais direto do Pink Floyd". Stephen adicionou que há um "charme no tradicionalismo" do álbum, que poderia ter sido lançado nos anos 1990.
Alguns críticos disseram que o álbum é quase totalmente centrado em sintetizadores, ritmos programados e sons eletrônicos, de forma que o álbum tivesse um "toque moderno". Embora Yanni continue incluindo estilos e ritmos de todo o mundo, diferentemente dos seus primeiros lançamentos, algumas faixas de Sensuous Chil foram descritas como "voltadas para o pop" e "ritmicamente assertivas", com climas que são  "suntuosos" e "abafados".

## Paradas
| Parada (2016)            | Maior posição |
| ------------------------ | ------------- |
| Billboard 200            | 173           |
| Billboard New Age Albums | 1             |